# Erodium hakkiaricum
Erodium hakkiaricum är en näveväxtart som beskrevs av John Jefferson Davis. Erodium hakkiaricum ingår i släktet skatnävor, och familjen näveväxter. Inga underarter finns listade i Catalogue of Life.